# East Feliciana Parish
Das East Feliciana Parish (französisch Paroisse de Feliciana Est) ist ein Parish (eine Verwaltungseinheit) im US-Bundesstaat Louisiana der Vereinigten Staaten. Im Jahr 2020 hatte das Parish 19.539 Einwohner und eine Bevölkerungsdichte von 16,6 Einwohner pro Quadratkilometer. Der Verwaltungssitz (Parish Seat) ist Clinton, benannt nach dem New Yorker Gouverneur DeWitt Clinton.

## Geographie
Das Parish liegt östlich des geografischen Zentrums von Louisiana, grenzt im Norden an Mississippi und hat eine Fläche von 1180 Quadratkilometern, wovon sechs Quadratkilometer Wasserfläche sind. Es grenzt an folgende Parishes und Countys:
| Wilkinson County (Mississippi) |                         | Amite County (Mississippi) |
| West Feliciana Parish          |                         | St. Helena Parish          |
|                                | East Baton Rouge Parish |                            |

## Geschichte
Das Feliciana Parish wurde nach Maria Feliciana Saint-Maxent, der Frau von Bernardo de Gálvez y Madrid, benannt. 1824 wurde dieses geteilt und das East Feliciana Parish gebildet.
Zwei Stätten des Parish haben aufgrund ihrer geschichtlichen Bedeutung den Status einer National Historic Landmark, The Courthouse and Lawyers’ Row und die Port Hudson State Historic Site. Insgesamt sind 32 Bauwerke und Stätten des Countys im National Register of Historic Places eingetragen (Stand 23. Oktober 2017).

## Demografische Daten

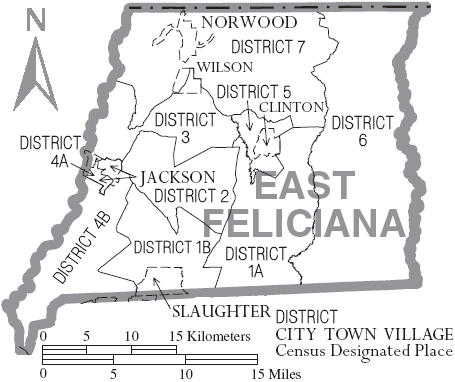
Karte des East Feliciana Parishes

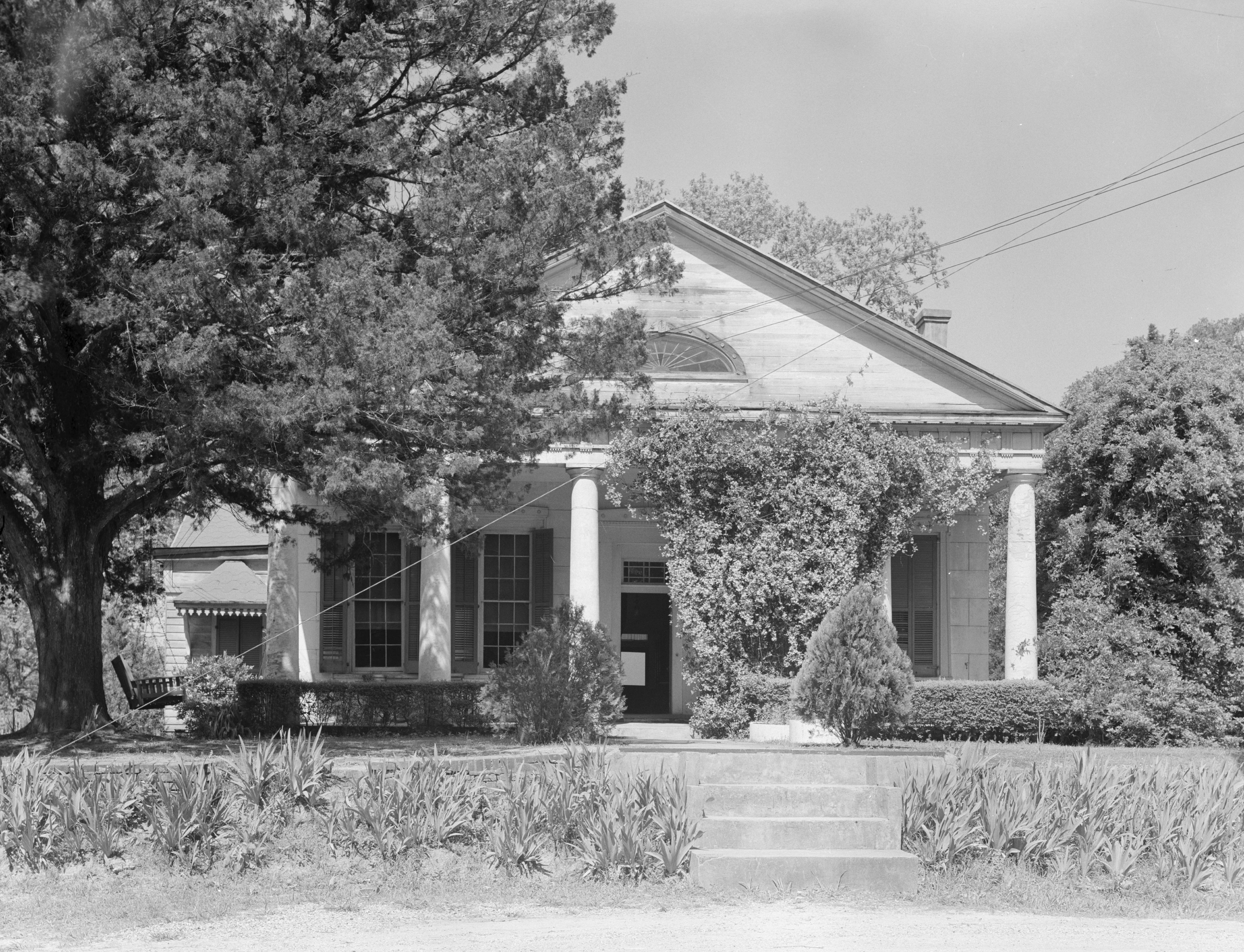
Brame-Bennett House, gelistet im NRHP

Nach der Volkszählung im Jahr 2000 lebten im East Feliciana Parish 21.360 Menschen in 6.699 Haushalten und 5.030 Familien. Die Bevölkerungsdichte betrug 18 Einwohner pro Quadratkilometer. Ethnisch betrachtet setzte sich die Bevölkerung zusammen aus 51,79 Prozent Weißen, 47,08 Prozent Afroamerikanern, 0,16 Prozent amerikanischen Ureinwohnern, 0,23 Prozent Asiaten und 0,18 Prozent aus anderen ethnischen Gruppen; 0,54 Prozent stammten von zwei oder mehr Ethnien ab. 0,74 Prozent der Bevölkerung waren spanischer oder lateinamerikanischer Abstammung, die verschiedenen der genannten Gruppen angehörten.
Von den 6.699 Haushalten hatten 35,6 Prozent Kinder und Jugendliche unter 18 Jahre, die bei ihnen lebten. 52,4 Prozent waren verheiratete, zusammenlebende Paare, 18,0 Prozent waren allein erziehende Mütter, 24,9 Prozent waren keine Familien, 22,5 Prozent waren Singlehaushalte und in 8,5 Prozent lebten Menschen im Alter von 65 Jahren oder darüber. Die Durchschnittshaushaltsgröße betrug 2,76 und die durchschnittliche Familiengröße lag bei 3,26 Personen.
Auf das gesamte Parish bezogen setzte sich die Bevölkerung zusammen aus 25,7 Prozent Einwohnern unter 18 Jahren, 9,3 Prozent zwischen 18 und 24 Jahren, 30,7 Prozent zwischen 25 und 44 Jahren, 23,7 Prozent zwischen 45 und 64 Jahren und 10,6 Prozent waren 65 Jahre alt oder darüber. Das Durchschnittsalter betrug 36 Jahre. Auf 100 weibliche kamen statistisch 116,5 männliche Personen. Auf 100 Frauen im Alter von 18 Jahren oder darüber kamen 119,4 Männer.
Das jährliche Durchschnittseinkommen eines Haushalts betrug 31.631 USD, das Durchschnittseinkommen der Familien betrug 37.278 USD. Männer hatten ein Durchschnittseinkommen von 31.804 USD, Frauen 20.243 USD. Das Prokopfeinkommen betrug 15.428 USD. 18,3 Prozent der Familien 23,0 Prozent der Bevölkerung lebten unterhalb der Armutsgrenze. Davon waren 28,7 Prozent Kinder oder Jugendliche unter 18 Jahre und 21,2 Prozent waren Menschen über 65 Jahre.

## Orte im Parish
- Battle
- Blairstown
- Bluff Creek
- Browns
- Clinton
- Cole
- Delombre
- Ethel
- Felixville
- Felps
- Gilead
- Grays
- Gurley
- Hatchersville
- Jackson
- Lindsay
- McManus
- Norwood
- Oaknolia
- Olive Branch
- Port Hudson
- Reiley
- Slaughter
- Teddy
- Wilson
- Woodland